# Vegårshei
Vegårshei é uma comuna da Noruega, com 356 km² de área e 1 856 habitantes (censo de 2004).         